# Metropolia di Petra e Chersonissos

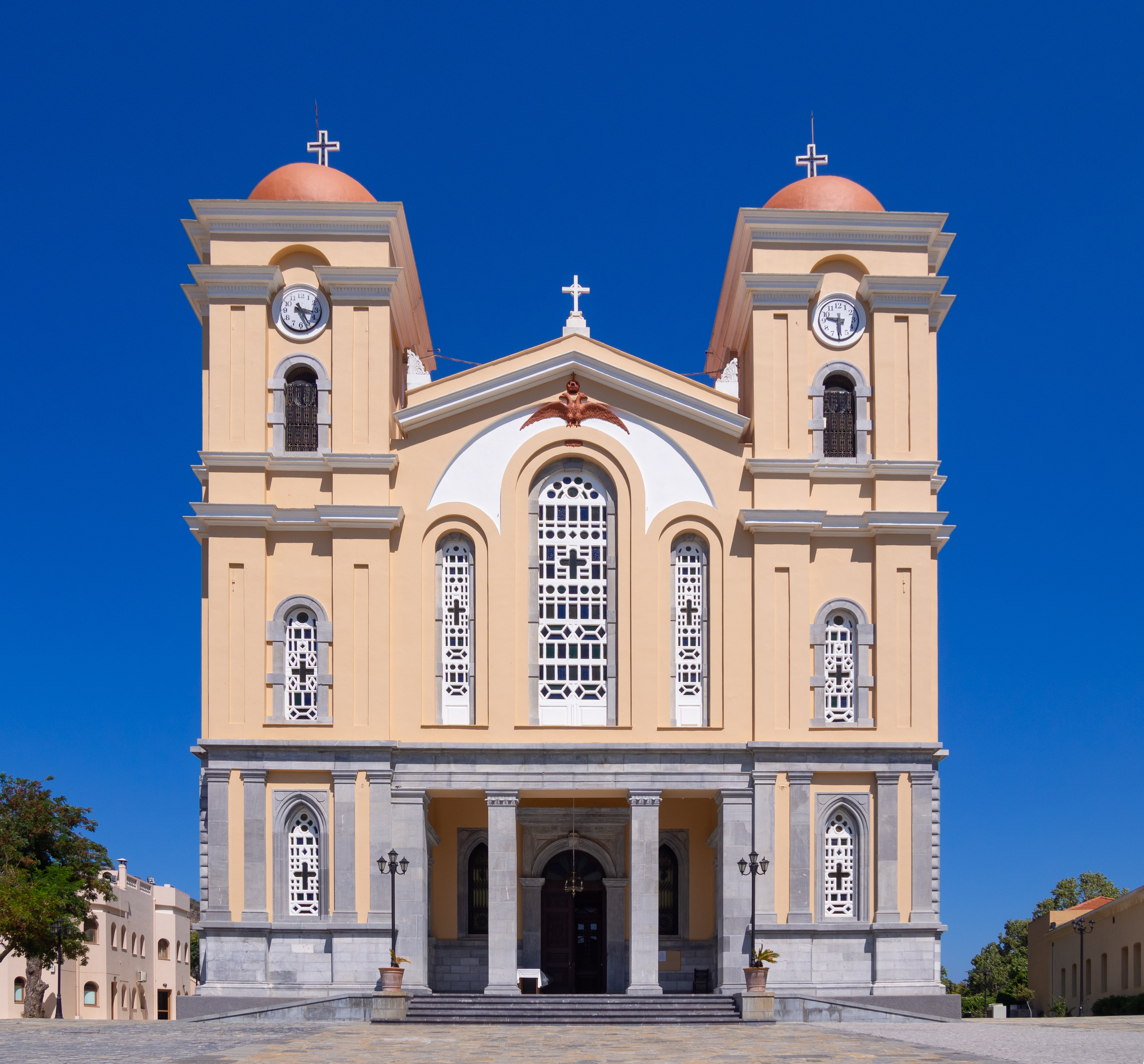
La cattedrale metropolitana di Megali Panagia a Neapoli.

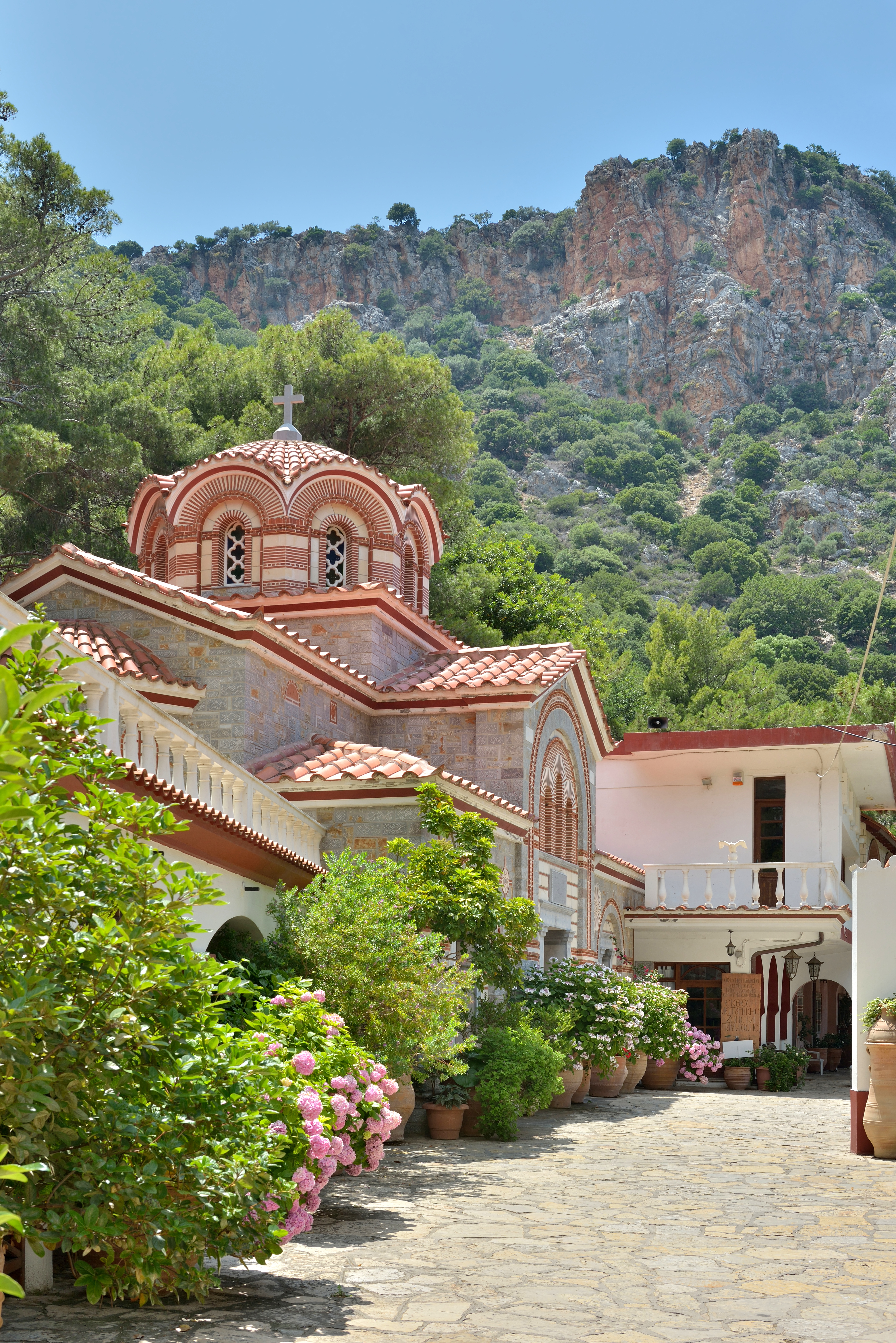
Il monastero di San Giorgio Selinari.

La metropolia di Petra e Chersonissos (in greco: Ιερά Μητρόπολις Πέτρας και Χερρονήσου) è una delle 8 metropolie che, assieme all'arcidiocesi di Creta, costituiscono la Chiesa di Creta, una Chiesa ortodossa semiautonoma sotto il Patriarcato ecumenico di Costantinopoli.
Dal 15 dicembre 2015 metropolita di Petra e Chersonissos è Gerasimos Marmatakis.

## Territorio
La metropolia comprende la parte nord-occidentale dell'unità periferica del Lasithi e la parte sud-orientale dell'unità periferica di Candia nei comuni di San Nicolò, Oropedio Lasithiou e Chersonissos.
Sede della metropolia è la città di Neapoli, dove si trova la cattedrale metropolitana della Santa Vergine (Megali Panagia).
Nel territorio della metropolia sorgono diversi monasteri, tra cui quello di Agios Georgios Selinari

## Storia
La metropolia di Petra e Chersonissos unisce due antiche diocesi della Chiesa di Creta. La diocesi di Chersoneso è documentata fin dagli inizi del V secolo e il suo primo vescovo noto, Anderio, prese parte al concilio di Efeso del 431. La diocesi di Petra fu istituita, per divisione dalla diocesi di Gerapitna, dopo che i bizantini riconquistarono l'isola di Creta strappandola agli Arabi nel 961. Appare per la prima volta in un atto dell'imperatore Basilio II Bulgaroctono del 980 ed è documentata in una Notitia Episcopatuum di questo periodo tra le sedi suffraganee dell'arcidiocesi di Gortina. Il primo vescovo noto di Petra è Giorgio, che dovette fuggire a Nicea, in Bitinia, quando i veneziani conquistarono l'isola all'inizio del XIII secolo.
Quando arrivarono i veneziani, le diocesi greche esistenti furono amministrate dai vescovi di rito latino e sottomesse al metropolita latino dell'arcidiocesi di Candia. Con la conquista ottomana dell'isola (1669), furono soppresse tutte le diocesi latine e ripristinate quelle greche.
Durante l'occupazione ottomana la sede della diocesi di Chersonissos fu spostata dapprima a Episkopi e poi nel monastero di Agarathos, nei pressi di Episkopi. La diocesi fu soppressa una prima volta il 24 novembre 1831 e il suo territorio annesso a quello dell'arcidiocesi di Creta. Ristabilita il 17 gennaio 1843, fu nuovamente soppressa nell'agosto del 1900 e il suo territorio ritornò all'arcidiocesi di Creta.
Anche la sede della diocesi di Petra fu stabilita nel monastero di Arethios, fino al 1866, quando i vescovi si trasferirono a Neapoli; per questo motivo, per un breve periodo (1932-1935), la diocesi prese il nome di "diocesi di Neapoli". Il 20 dicembre 1900 la diocesi di Petra si ingrandì con la città e la regione di Viannos, già appartenuta alla diocesi di Arcadia. Nel 1927 fu inaugurata dal vescovo Dionisio  la cattedrale metropolitana della Santa Vergine. Il 25 settembre 1962 Petra fu elevata al rango di metropolia e il 4 dicembre 2000 modificò il suo nome in quello attuale. Il 20 gennaio 2001 cedette una porzione di territorio a vantaggio dell'erezione della metropolia di Arkalochori, Kasteli e Viannos, mentre il 15 marzo dello stesso anno si ingrandì con una porzione dell'arcidiocesi di Creta, comprensiva della città di Chersonissos.

## Cronotassi

### Vescovi di Chersonissos
- Anderio † (menzionato nel 431)
- Longino † (menzionato nel 449)
- Eufrata † (menzionato nel 458)
- Sisinnio I † (menzionato nel 692)
- Sisinnio II † (menzionato nel 787)
- Anonimo † (documentato nel 1223 e nel 1234)
- Raffaele † (circa 1645 - 1696/1699)[7]
- Antimo † (circa 1696/1699 - 1705)[7]
- Teodosio † (circa 1705 - 1718)[7]
- Niceforo † (circa 1718 - 1731)[7]
- Nettario † (circa 1731 - 1749)[7]
- Macario † (circa 1749 - 1759)[7]
- Nettario † (circa 1759 - prima del 1777)[7]
- Gerasimo Kalognomon † (prima del 1777 - 29 aprile 1806 deceduto)[9]
- Gioacchino † (29 aprile 1806 - 24 giugno 1821 deceduto)[9]
- Gerasimo Lashitiotis † (8 luglio 1825 - settembre 1829 deceduto)[9]
  - Sede soppressa (1830–1843)
- Melezio † (maggio 1843 - 11 gennaio 1870 dimesso)[9]
- Timoteo Kastrinogiannakis † (20 gennaio 1870 - 19 settembre 1882 eletto metropolita di Creta)[9]
- Dionisio Kastrinogiannakis † (20 dicembre 1882 - 11 marzo 1896 eletto vescovo di Retimo)[9]
- Agatangelo Papadakis † (17 marzo 1896 - agosto 1900 eletto vescovo di Lambi e Sfakia)[9]

### Vescovi e metropoliti di Petra
- Giorgio † (inizio del XIII secolo)[7]
- Raffaele † (fine del XVII secolo)[7]
- Atanasio † (fine del XVII secolo)[7]
- Gerasimo  † (menzionato nel 1703)[7]
- Melezio † (menzionato nel 1734)[7]
- Gerasimos Raftopoulos † (menzionato nel 1777)[7]
- Gioacchino Klontzas † (? - 25 giugno 1821 deceduto)[8]
- Doroteo Diamantidis † (gennaio 1825 - 25 luglio 1855 dimesso)[8]
- Melezio Chiapoutakis † (27 luglio 1855 - 2 agosto 1889 deceduto)[8]
- Tito Zografidis † (22 dicembre 1889 - 22 febbraio 1922 eletto metropolita di Creta)[8]
- Dionisio Marangoutakis † (giugno 1923 - 10 febbraio 1953 deceduto)[8]
- Demetrio Bourlakis † (19 agosto 1956 - 10 luglio 1990 deceduto)[8]
- Nettario Papadakis † (6 ottobre 1990 - 4 dicembre 2000 eletto metropolita di Petra e Chersonissos)[8]

### Metropoliti di Petra e Chersonissos
- Nettario Papadakis † (4 dicembre 2000 - 15 ottobre 2015 deceduto)
- Gerasimo Marmatakis, dal 15 dicembre 2015